# Cúlico 2da. Sección
Cúlico 2da. Sección är en ort i Mexiko.   Den ligger i kommunen Cunduacán och delstaten Tabasco, i den sydöstra delen av landet, 600 km öster om huvudstaden Mexico City. Cúlico 2da. Sección ligger 14 meter över havet och antalet invånare är 1 408.
Terrängen runt Cúlico 2da. Sección är mycket platt. Runt Cúlico 2da. Sección är det ganska tätbefolkat, med 160 invånare per kvadratkilometer. Närmaste större samhälle är Jalpa de Méndez, 8,3 km nordost om Cúlico 2da. Sección. Trakten runt Cúlico 2da. Sección består till största delen av jordbruksmark.